# Шашечница средняя
Шашечница средняя, или шашечница промежуточная, (лат. Euphydryas intermedia ) — дневная бабочка из рода Euphydryas в составе семейства Нимфалиды.

## Описание
Длина переднего крыла имаго 17—25 мм. Голова с глазами, покрытыми торчащими волосками. Губные щупики также покрыты волосками. Усики с головчатой булавой. Передние крылья с выгнутым внешним краем, край задних крыльев округлый. Половой диморфизм выражен слабо. Крылья на верхней стороне рыжие, без более светлых пятен, с тёмным сетчатым рисунком. Постдискальная рыжеватая перевязь на задних крыльях обычно содержит несколько темных точек.

## Ареал
Альпы, от Южного и Среднего Урала по всей Сибири до Приморья, Приамурья, к северу - до Магаданской области и Камчатки, Северная Корея. 
Бабочки населяют разнотравные, закустаренные лесные луговины, лесные опушки, долины рек и ручьёв.

## Биология
Вид развивается в одном поколении за год. Время лёта с середины июня до конца июля. Бабочки активно питаются на крупных цветковых растениях, сидя с полураскрытыми крыльями на больших листьях растений. 
Гусеницы живут сообществом и в конце лета остаются по несколько штук в свернутых листьях кормового растения. После зимовки гусеницы продолжают своё питание также в сообществе. Окукливаются в начале июня. Стадия куколки около двух недель. Кормовые растения гусениц: Veronica sp. - вероника.

## Замечания по охране
Включен в «Красную книгу Европейских дневных бабочек» с категорией SPEC3 — вид, обитающий как в Европе, так и за ее пределами, но находящийся на территории Европы под угрозой исчезновения.